# Maigret in der Liberty Bar
Maigret in der Liberty Bar (französisch: Liberty Bar) ist ein Kriminalroman des belgischen Schriftstellers Georges Simenon. Er ist der 17. Roman einer Reihe von insgesamt 75 Romanen und 28 Erzählungen um den Kriminalkommissar Maigret. Der Roman entstand im Mai 1932 in Marsilly, Charente-Maritime, und erschien im Juli des Jahres beim Pariser Verlag Fayard. Die erste deutsche Übersetzung Liberty Bar von Leo Uher brachte 1952 der Wiesbadener Detektiv Club heraus. Weitere Übersetzungen unter dem Titel Maigret in der Liberty Bar erschienen 1961 von Hansjürgen Wille und Barbara Klau bei Kiepenheuer & Witsch in Köln sowie 1986 von Angela von Hagen beim Züricher Diogenes Verlag.
Der Mord an einem Australier führt Kommissar Maigret an die Côte d’Azur, wo er sich im milden Mittelmeerklima wie im Urlaub vorkommt. Erst nach dem Anblick des Toten, der ihm verblüffend ähnelt, beginnt sich Maigret für den Mann zu interessieren, der für den französischen Geheimdienst arbeitete, mit zwei Frauen zusammenlebte und Verbindungen in eine seltsame Bar hatte: die Liberty Bar.

## Inhalt

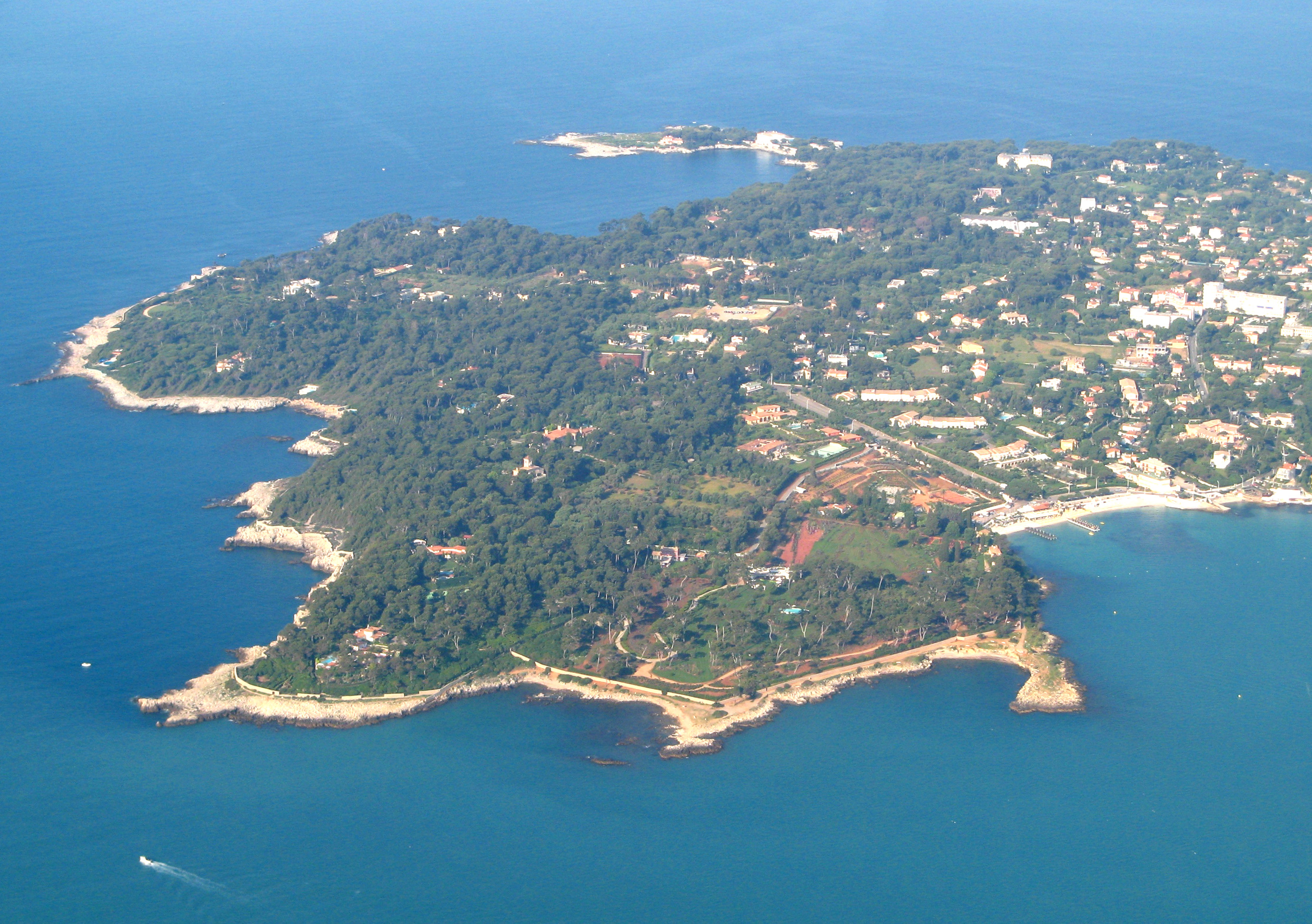
Luftbild von Cap d’Antibes, der Halbinsel vor Antibes

Im März wird der Pariser Kommissar Maigret nach Antibes an die Côte d’Azur beordert. Ein Australier namens William Brown wurde durch einen Messerstich in den Rücken ermordet. Brown ist nicht nur der Abkömmling einer vermögenden Dynastie australischer Schafzüchter, er war auch während des Ersten Weltkriegs für den militärischen Geheimdienst tätig, und so erhält Maigret die Order, den Fall ohne Aufsehen zu erledigen. Im warmen Klima am Mittelmeer überfällt den Kommissar eine träge Urlaubsstimmung, und er verliert bald jede Lust, den Ermittlungen nachzugehen. Erst als er ein Foto des Toten sieht und dabei sein Spiegelbild zu betrachten meint, beginnt sich Maigret für Brown und die Umstände seines Ablebens zu interessieren.
Der Australier lebte mit zwei Frauen in einer heruntergewirtschafteten Villa in Cap d’Antibes, seiner Geliebten Gina Martini und ihrer Mutter. Deren tatsächliches Interesse offenbarte sich, als sie den Toten zwei Tage in ihrer Villa liegenließen, während sie beratschlagten, wie sie möglichst viel seines Besitzes beiseiteschaffen konnten. Ihre Flucht endete jedoch kläglich, als sie den Wagen gegen einen Felsen steuerten. Maigret gehen die beiden Frauen derart auf die Nerven, dass er froh ist, als er erfährt, dass es auch der Tote nicht durchgehend bei ihnen aushielt. Einmal im Monat begab er sich auf eine so genannte „Novene“, beschaffte sich Geld in Cannes und blieb tagelang verschwunden, bis er völlig betrunken in sein Heim zurückkehrte. In diesem Zustand befand er sich auch am Tag seines Todes, allerdings verstarb er, nachdem der Niedergestochene sich noch in seine Villa hatte flüchten können, an seinen schweren Verletzungen.
In Cannes entdeckt Maigret bald die Liberty Bar, eine Kneipe mit eigentümlicher Atmosphäre, in der sich täglich dieselben gestrandeten Existenzen zusammenfinden und die anscheinend auch Brown zur zweiten Heimat wurde. Die Bar gehört Jaja, einer korpulenten Witwe mit einnehmendem Wesen. Aus Mitleid gewährt sie der jungen Prostituierten Sylvie Obhut, hinter deren zur Schau getragenen Gleichgültigkeit sich unterschwelliger Zorn verbirgt. Sylvies Zuhälter Joseph Ambrosini ist Kellner am Casino von Cannes und verspielt all sein Geld bei Pferdewetten. Im Hintergrund hält sich der stille Jan, ein schwedischer Matrose einer im Hafen liegenden Yacht. Eine erste Spur tut sich auf, als Maigret Sylvie in einem Stundenhotel aufspürt, wo sie sich im Tête-à-tête mit Browns Sohn Harry befindet, dem europäischen Repräsentanten des australischen Schafclans.

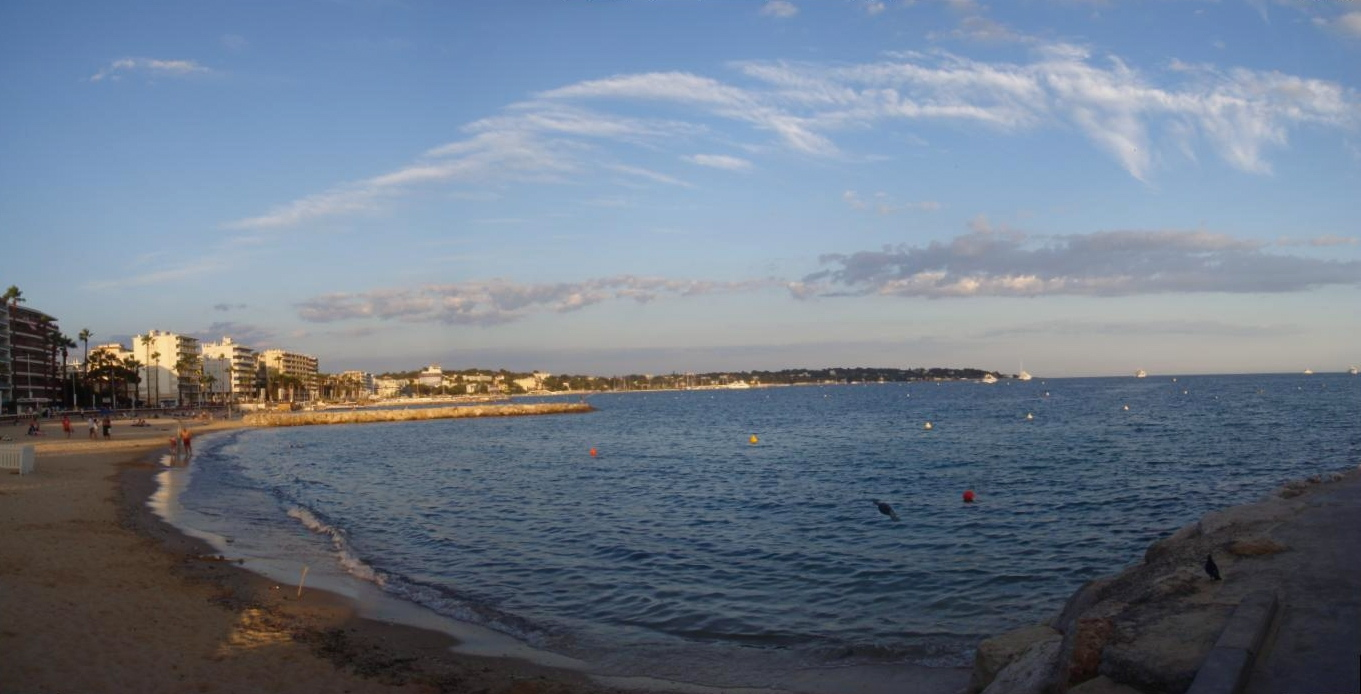
Strand von Juan-les-Pins

Harry Brown, der im Hotel Provençal in Juan-les-pins abgestiegen ist, berichtet Maigret das Vorleben seines Vaters. Sein Leben lang war dieser ein strebsamer protestantischer Geschäftsmann, bis er geschäftlich nach Europa reiste, den Verlockungen erlag, sich dort mit seinem Vermögen alles leisten zu können, und nie wieder nach Australien zurückkehrte. Seine Familie ließ ihn entmündigen und sperrte ihm das Geld. Seither lebte William von einer bescheidenen monatlichen Rente und rächte sich an den Zurückgebliebenen im fernen Australien mit langwierigen Prozessen um sein Vermögen. Zur Fortführung der Prozesse auch über seinen Tod hinaus setzte er seine vier Frauen, die Martinis, Jaja und Sylvie, als Erben ein. Joseph, der das Testament heimlich entwendet hatte, bot es Harry Brown für eine Summe von 20.000 Francs an, die dieser Sylvie im Stundenhotel übergab.
Der Mord hat seine Ursachen jedoch in einer Liebesgeschichte. Die alte, unattraktive Jaja glaubte in Brown endlich die Liebe ihres Lebens gefunden zu haben. Bei seinen regelmäßigen Besuchen tranken, redeten und schliefen sie miteinander. Doch Brown hatte längst ein Auge auf die junge Sylvie geworfen, und als Jaja die beiden bei einem Stelldichein im Stundenhotel erwischte, stach sie voller Wut auf ihren untreuen Geliebten ein. Nachdem die Fakten auf dem Tisch liegen, verübt Jaja einen verzweifelten Suizidversuch, den Maigret gerade noch vereiteln kann. Doch der Pariser Kommissar zieht die unglückliche Wirtin nicht zur Verantwortung, sondern reist ab, nachdem er Sylvie an ihrer Seite weiß, mit der sich die Alte längst wieder versöhnt hat. Da er den Fall ohne Aufsehen erledigen soll, vermeldet er als Todesursache Raubmord mit unbekanntem Täter. Das Testament überlässt er Brown, der die vier Frauen auszahlen will. Doch Maigret weiß schon im Vorhinein, dass die todkranke Jaja binnen Monaten sterben und Joseph Sylvies Geld verspielen wird.

## Interpretation
Laut Tilman Spreckelsen droht Kommissar Maigret „sich in der Luxus- und Ferienwelt der Côte d’Azur so gründlich zu verlieren wie andere vor ihm, nicht zuletzt das Mordopfer.“ Doch genau dessen Schicksal werde ihm zur Warnung und lasse ihn letztlich den Bann des Müßiggängerdaseins durchbrechen. Als er ein Foto des Toten sieht, muss Maigret feststellen, dass dieser „die Unverschämtheit besaß, ihm ähnlich zu sein“, wodurch sein charakteristisches Einfühlungsvermögen geweckt wird. Die Sympathie, die der Kommissar für den Australier entwickelt, führt dazu, dass er dessen Leben nicht nur erforscht, sondern regelrecht nachlebt. Dabei wiederholt er Browns Erfahrungen in verschiedenen sozialen Milieus, sei es das Zusammenleben mit dessen beiden Frauen in der Villa in Cap d’Antibes oder die regelmäßigen Ausflüge in die Liberty Bar in Cannes.
Während der Handlungsort der französischen Riviera gemeinhin Vorstellungen von Sonne und Strand, Glamour und Festivitäten aufsteigen lässt, zieht es Maigret zielstrebig in die heruntergekommensten Viertel und eine düstere, schäbige Bar, die sich zum Zentrum der Ermittlungen entwickelt. Klaus N. Frick betont den Gegensatz der dunklen Kellerbar mit ihrer lethargischen Stimmung zum strahlenden Weiß der Häuser und Kleider in Cannes und Antibes. Einen ebensolchen Gegensatz sieht Stanley G. Eskin zwischen den gestrandeten Existenzen, die die Bar bevölkern, und dem australischen Millionärsclan der Browns. Wie es typisch für den „frühen, schroffen Maigret“ und seine „ungehobelte Barschheit“ sei, lehnt Maigret die Bourgeoisie ab und fühlt sich mit den kleinen Leuten verbunden, deren direkte Umgangsformen er teilt.
Eskin sieht das Mordopfer Brown als einen freiwilligen Clochard, der die Niederungen der Liberty Bar dem beengten und verklemmten Leben der Oberschicht vorgezogen hat. Als Metapher für die Lebensweise, die laut Spreckelsen „nach dem Gewöhnlichen giert, weil sie den Luxus nicht mehr erträgt“ verwendet Maigret das Bild des bitteren Enzians, mit dem ein Alkoholiker endet, weil ihn alle anderen Formen von Alkohol längst langweilen. Für Josef Quack steht die Flucht in den Alkohol bei Simenon immer für eine „existentielle Hoffnungslosigkeit“. Am Schluss greift Simenon in seiner charakteristischen Rolle eines, durchaus selbstherrlichen, „Einrenkers von Schicksalen“ in den Fall ein, unterschlägt das Testament und verteilt das Bestechungsgeld. Der Mord hingegen bleibt, nicht zum ersten Mal in der Reihe, ungesühnt.

## Hintergrund
Maigret in der Liberty Bar war der erste Roman, der entstand, nachdem Simenon im Frühjahr 1932 das Landgut La Richardière bei Marsilly in Charente-Maritime gepachtet hatte, den Ort, in dem er die nächsten drei Jahre verbringen und ein Dutzend Romane schreiben sollte. Der Handlungsort der französischen Riviera war Simenon aus eigener Anschauung bekannt. Er hatte von November 1931 bis Februar 1932 in der Villa Les Roches Grises in Cap d’Antibes gelebt. Einige Schauplätze des Romans lassen sich auf reale Orte zurückführen, so etwa das heute leerstehende Luxushotel Provençal in Juan-les-pins.
Der Roman bildet einen Wendepunkt in Simenons Schaffen. Seitdem er im Herbst/Winter 1929/1930 seinen Kommissar Maigret erdacht hatte, war Maigret in der Liberty Bar bereits der 17. Roman der Maigret-Reihe, die lediglich durch zwei andere Kriminalromane unterbrochen worden war. Im Anschluss hingegen fühlte sich Simenon reif für den Schritt zum psychologischen Roman, den er im Herbst des Jahres mit Die Verlobung des Monsieur Hire vollzog. Unter den folgenden Veröffentlichungen befanden sich bis zum Beginn des Zweiten Weltkriegs nur noch zwei Maigret-Romane, die beide als Abschluss der Reihe gedacht waren: Maigret in Nöten und Maigret und sein Neffe.

## Rezeption
Für Charles Champlin in der Los Angeles Times war Maigret in der Liberty Bar „nur im weitesten Sinne ein Krimi“, da eigentlich die Aufdeckung der Persönlichkeit des Mordopfers und seiner Lebensgeschichte im Mittelpunkt stehe. „Maigret, der viel trinkt und in seinen Pariser Kleidern schwitzt, ist auf dem Höhepunkt seines Scharfsinns, während er über die Comédie humaine seufzt.“ Für den New Yorker war der Roman „der Inbegriff der filmhaften Visionen von Verbrechen und Leidenschaft, die den Ruf von Monsieur Simenon und seinem unnachahmlichen Jules Maigret begründet haben“. Betont wurde der Kontrast zwischen der glanzvollen Côte d’Azur in den 1930ern und Maigret in seinem dunklen Anzug und Melone, der „beinahe benommen von dem Luxus von Sand, Meer und Sonne“ durch den Roman wandle. Kirkus Reviews sah den Kommissar „sogar noch gedämpfter als gewöhnlich, dank der ansteckenden Riviera-Faulheit“, der Roman sei jedoch „ziemlich befriedigend und dicht atmosphärisch“.
Nicolas Freeling urteilte: „Simenon hat ein schönes Buch geschrieben. Nach siebzig Jahren ist der Schimmer auf ihm noch immer unverdorben.“ Von der dicken Jaja fühlte er sich gar an die Figur der Mistress Quickly bei William Shakespeare erinnert. Laut Julian Symons vermittelt der Roman „das Gefühl fröhlicher Ferientage“. Tilman Spreckelsen sprach von einem „fabelhaften Roman“ mit einem „großartigen Finale“. Klaus N. Frick ließ Maigret in der Liberty Bar „sprachlos zurück. Die rund 160 Seiten lesen sich wie im Flug, trotz der lahm-lethargischen Stimmung, die der Autor vermittelt. Das macht er so meisterhaft und zugleich so spannend, dass ich nur fassungslos zuschauen kann. Genial!“
Die Romanvorlage wurde insgesamt viermal verfilmt. Neben einem französischen Fernsehfilm mit Louis Arbessier aus dem Jahr 1960 verkörperten den Kommissar Maigret im Rahmen von TV-Serien Rupert Davies in Maigret (Großbritannien, 1960), Jean Richard in Les Enquêtes du commissaire Maigret (Frankreich, 1979) sowie Bruno Cremer in Maigret (Frankreich, 1997). Im Jahr 1955 setzte Frédéric Valmain den Roman als Theaterstück um. Die Uraufführung unter der Regie von Jean Dejoux fand am 17. Oktober 1955 im Pariser Théâtre Charles-de-Rochefort statt. Die Rolle des Maigret spielte Jean Morel.

## Ausgaben
- Georges Simenon: Liberty Bar. Fayard, Paris 1932 (Erstausgabe).
- Georges Simenon: Liberty Bar. Übersetzung: Leo Uher. Detektiv Club, Wiesbaden 1952.
- Georges Simenon: Maigret in der Liberty Bar. Übersetzung: Hansjürgen Wille und Barbara Klau. Kiepenheuer & Witsch, Köln 1961.
- Georges Simenon: Maigret in der Liberty Bar. Übersetzung: Hansjürgen Wille und Barbara Klau. Heyne, München 1966.
- Georges Simenon: Maigret in der Liberty Bar. Übersetzung: Angela von Hagen. Diogenes, Zürich 1986, ISBN 3-257-21376-X.
- Georges Simenon: Maigret in der Liberty Bar. Sämtliche Maigret-Romane in 75 Bänden, Band 17. Übersetzung: Angela von Hagen. Diogenes, Zürich 2008, ISBN 978-3-257-23817-4.